# C13H26
化学式C13H26（摩尔质量：182.34 g/mol）可指：
- 環十三烷，CAS号：295-02-3
- 1-十三烯，CAS号：2437-56-1

|  | 这个同类索引页列出了具有相同分子式的化学物（即同分異構體）条目。 除非您是有意链接至本页，否则应将相应条目的内部链接指向正确的条目。 |